# Charlie Jenkins
Charles („Charlie”) Lamont Jenkins (ur. 7 stycznia 1934 w Nowym Jorku) – amerykański lekkoatleta. Dwukrotny złoty medalista olimpijski z igrzysk olimpijskich w 1956 w Melbourne. Ojciec sprintera Charlesa Jenkinsa juniora.

## Przebieg kariery
Zdobył mistrzostwo Stanów Zjednoczonych (AAU) w biegu na 440 jardów w 1955.
Podczas amerykańskich eliminacji przedolimpijskich 30 czerwca 1956 w Los Angeles Jenkins zajął 3. miejsce w biegu na 40  metrów, a 1 listopada, również w Los Angeles, ustanowił wraz z kolegami (w składzie: Jenkins, Lon Spurrier, Tom Courtney i Louis Jones) rekord świata w sztafecie 4 × 440 jardów wynikiem 3:07,3 s.
Na igrzyskach olimpijskich w 1956 w Melbourne Jenkins niespodziewanie zwyciężył w biegu na 400 metrów, wyprzedzając Karla-Friedricha Haasa ze wspólnej reprezentacji Niemiec i  ex aequo Voitto Hellstena z Finlandii i Ardaljona Ignatjewa ze Związku Radzieckiego. Zdobył drugi złoty medal w sztafecie 4 × 400 metrów, która biegła w składzie: Jones, Jesse Mashburn, Jenkins i Courtney.
Startował również w hali zdobywając mistrzostwo USA na 600 jardów w 1955, 1957 i 1958. W 1956 ustanowił najlepszy wynik na świecie na 500 jardów w hali. Trenował u Jumbo Elliotta w Villanova University, a w 1981 sam został szkoleniowcem na tej uczelni. Jego syn, także Charles, znajdował się w składzie zwycięskiej sztafety 4 × 400 metrów na igrzyskach olimpijskich w 1992 w Barcelonie (biegł tylko w przedbiegach).